# Garnotia panicoides
Garnotia panicoides är en gräsart som beskrevs av Henry Trimen. Garnotia panicoides ingår i släktet Garnotia och familjen gräs.
Artens utbredningsområde är Sri Lanka. Inga underarter finns listade i Catalogue of Life.